# Mechanika kwantowa

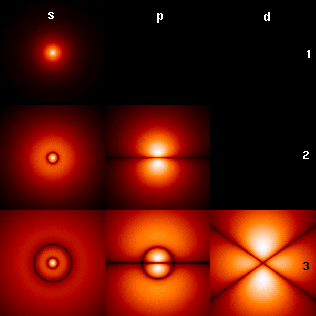
Gęstości prawdopodobieństwa zlokalizowania elektronu w atomie wodoru w zależności od dyskretnych liczb kwantowych: n=1,2,3, oraz l=0,1,2. Wynik uzyskany z rozwiązania równania Schrödingera.

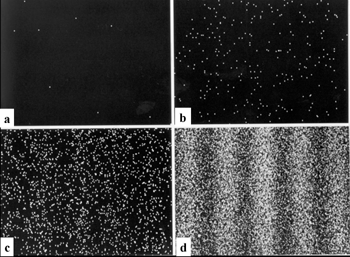
Wzór interferencyjny strumienia elektronów przechodzących przez podwójną szczelinę

Mechanika kwantowa – teoria fizyczna rozszerzająca mechanikę klasyczną, konieczna do poprawnego opisu mikroświata, tj. pojedynczych cząstek elementarnych i ich układów jak atomy czy jony. Jest też konieczna do wyjaśnienia niektórych zjawisk makroskopowych jak nadprzewodnictwo i nadciekłość. Termin ten bywa synonimem fizyki kwantowej, jednak ta druga nazwa obejmuje też teorie pól kwantowych. Mechanika kwantowa bywa z nimi kontrastowana – to model zachowań cząstek w zadanych polach, zwykle klasycznych, ignorujący ich kwantową naturę.
Charakterystyczną cechą mechaniki kwantowej jest to, że nie opisuje ona wprost zmienności (ewolucji) mierzalnych wielkości fizycznych, jak położenie ciała czy jego prędkość. Zamiast tego opisuje zachowanie abstrakcyjnego wektora stanu oraz jak on wpływa na wyniki pomiarów, które są częściowo losowe, inaczej indeterministyczne. Prowadzi to do paradoksalnych zjawisk jak:
- dualizm korpuskularno-falowy – związana z wektorem stanu funkcja falowa, używana do obliczania położeń, zachowuje się jak fala; konsekwencją tego jest m.in. skwantowanie poziomów energetycznych w atomie;
- kwantowa superpozycja – teoria ta w ogóle nie przypisuje własności obserwacyjnych ciałom przed pomiarem, co ilustruje eksperyment myślowy z kotem Schrödingera;
- zasada nieoznaczoności – znajomość niektórych parametrów jest wykluczona przy pomiarze innych; przykładowo nie da się jednocześnie poznać położenia i prędkości ciała, co przeczy mechanistycznej wizji świata, ilustrowanej koncepcją demona Laplace’a;
- istnienie spinu – cząstki elementarne wykazują wewnętrzny moment pędu, którego nie da się wyjaśnić obrotem wokół własnej osi[potrzebny przypis].

Bezpośredni twórcy podstawowej mechaniki kwantowej, nieuwzględniającej efektów relatywistycznych to:
- Werner Heisenberg, który w 1925 roku opublikował mechanikę macierzową (równanie Heisenberga);
- Erwin Schrödinger, który rok później niezależnie sformułował mechanikę falową (równanie Schrödingera);
- Max Born, który w 1926 roku podał poprawny, probabilistyczny sens funkcji falowej obecnej w powyższym równaniu[a].

Jednolitą i ścisłą postać nadali tej teorii Paul Dirac i John von Neumann w latach 30., odwołując się do analizy funkcjonalnej – konkretniej teorii spektralnej operatorów na przestrzeni Hilberta. Ten poczet uczonych budował na pracach szeregu poprzedników jak Max Planck, Albert Einstein, Niels Bohr, Arnold Sommerfeld i Louis de Broglie, których wyniki bywają nazywane wczesną teorią kwantów. Relatywistyczną wersję mechaniki kwantowej stworzyli między innymi Oskar Klein, Walter Gordon i Paul Dirac, a Richard Feynman podał nowy, lagranżowski i wariacyjny formalizm, który okazał się skuteczny w kwantowaniu pól.
Mimo kontrowersji interpretacyjnych i swojej nieintuicyjności mechanika kwantowa okazała się zgodna z obserwacjami. Wyjaśniła stabilność atomów i pomiary spektroskopowe, np. rozwiązała problem katastrofy w nadfiolecie; stała się paradygmatem i podstawą fizyki atomowej, molekularnej, materii skondensowanej oraz chemii. Stworzyła nowe kierunki badań jak chemia kwantowa, kwantowa biologia czy inżynieria, np. kwantowa informatyka i kryptografia. Została też fundamentem fizyki cząstek elementarnych – w wersji relatywistycznej przewidziała istnienie antycząstek oraz doprowadziła do stworzenia kwantowych teorii pola. Te ostatnie próbuje się też stosować do opisu grawitacji w warunkach ekstremalnych, np. czarnych dziur czy Wielkiego Wybuchu. Mechanika kwantowa doprowadziła też bezpośrednio do pewnych spekulacji kosmologicznych – niektóre z jej interpretacji opisują rozgałęziony przyczynowo Wieloświat. Za przewidzenie i potwierdzenie zjawisk kwantowych przyznano co najmniej kilkanaście Nagród Nobla w dziedzinie fizyki.
Otwartą kwestią pozostaje, czy mechanika kwantowa jest teorią ostateczną i fundamentalną. Albert Einstein żywił nadzieje na zastąpienie jej teorią klasyczną, pozbawioną wspomnianych paradoksów; John Stewart Bell udowodnił, że wiązałoby się to z częściową rewizją – twierdzenie nazwane jego nazwiskiem opisuje, jak w pewnych warunkach teorie tego typu nie mogą się zgadzać z przewidywaniami kwantowymi. Doświadczenia Alaina Aspecta i innych fizyków potwierdziły skuteczność kwantowego opisu, falsyfikując wspomniane hipotezy. Mimo to nigdy nie wykluczono koncepcji superdeterminizmu, teorii fali pilotującej ani modyfikacji równania Schrödingera, choć podejrzenia te mogą nie być sprawdzalne.

## Historia
Pod koniec XIX w. fizykę uważano za najbardziej kompletną ze wszystkich nauk ścisłych (patrz historia fizyki). Istniało jedynie kilka słabo zbadanych problemów, których rozwiązanie spodziewano się wkrótce otrzymać, jakkolwiek nie przypuszczano, by te rezultaty miały znaczący wpływ na fizyczny obraz świata. Bardzo niewielu ludzi zdawało sobie sprawę z wagi nierozwiązanych problemów, do których w szczególności należał problem objaśnienia zjawiska promieniowania termicznego ciała doskonale czarnego. Bliższe badania promieniowania ciała doskonale czarnego, zjawiska fotoelektrycznego, a także zjawiska Comptona sprawiły, że całkowicie zmieniło się postrzeganie świata przez fizyków.
- Pionierem fizyki kwantowej był Max Planck. W 1900 r, po latach prób wyjaśnienia zjawiska promieniowania termicznego ciał na gruncie klasycznej fizyki przyjął – wbrew teorii Maxwella – że energie fal elektromagnetycznych emitowanych przez ciała są skokowe (skwantowane). Podobnie, jeżeli ciało absorbuje fale elektromagnetyczne, to absorbuje skokowe wartości energii. Przyjął ponadto, że wielkości kwantów energii są proporcjonalne do częstotliwości fali {\displaystyle \nu ,} a następnie wyznaczył stałą proporcjonalności {\displaystyle h=6{,}6\cdot 10^{-34}\,\mathrm {J\,s} } (nazwaną później stałą Plancka) żądając zgodności teorii z wynikami pomiarów promieniowania termicznego.
- W 1905 r. Albert Einstein wyjaśnił zjawisko fotoelektryczne zakładając, że wiązka promieniowania monochromatycznego niesie dyskretne porcje energii o wartościach podanych przez Plancka i w takich porcjach jest absorbowana w trakcie oddziaływania z materią. Było to odważnym rozszerzeniem koncepcji kwantów Plancka. (Konieczność przyjęcia kwantyzacji promieniowania elektromagnetycznego niezależnie od tego, czy oddziałuje z materią czy porusza się swobodnie w przestrzeni, znalazła pełne uzasadnienie dopiero wraz z rozwojem tzw. kwantowej teorii pola.)
- W 1913 r. Niels Bohr wyjaśnił skwantowanie poziomów energetycznych w atomie wodoru. Zapostulował w tym celu istnienie nieznanego wcześniej prawa, pozwalającego na zajmowanie przez elektrony w atomie wodoru tylko określonych poziomów energetycznych. Koncepcja ta rozwiązywała paradoksy wynikające z wcześniejszych prac doświadczalnych Rutherforda, które wskazywały na skupienie całej masy atomu w jego jądrze, co było głosem za tzw. planetarnym modelem budowy atomu. Nierozwiązanym problemem pozostawało jednak pytanie o stabilność atomu. Skoro bowiem elektrony miały krążyć wokół jądra, to powinny wypromieniowywać energię w sposób ciągły i w końcu spaść na jądro atomowe. Bohr był pierwszym uczonym, który zapostulował, że nie jest możliwe stworzenie stabilnego modelu atomu w ramach fizyki klasycznej i zaproponował zestaw zasad heurystycznych, pozwalających wyjaśnić stabilność materii i stworzyć nowy dział fizyki: fizykę kwantów.
- W 1922 r. Arthur Compton pokazał korpuskularny charakter fotonu (zjawisko Comptona). Światło zachowuje się jak zbiór korpuskuł (corpus łac. – ciało) o energii i pędzie.
- W 1924 r. Louis de Broglie tworzy koncepcję fal materii, w ramach której koncepcje Bohra uzyskują naturalną interpretację: stany stabilne elektronów w modelu planetarnym Bohra odpowiadają elektronowym falom stojącym. Zagadką pozostaje, w jaki sposób pogodzić to z wynikami prac Thomsona, w których elektrony traktowane są jako cząstka.
- Stworzona w 1925 roku mechanika macierzowa Heisenberga daje przewidywania zgodne z doświadczeniem, zaś jej podstawy koncepcyjne pozwalają żywić nadzieję na możliwość rozwoju matematycznie i koncepcyjnie spójnej teorii kwantowej.
- W 1926 r. została opublikowana nowa teoria, tzw. mechanika falowa (Erwin Schrödinger). Narasta problem, który z opisów – opis Schrödingera czy może Heisenberga, realizowany w mechanice macierzowej – jest tym poprawnym. Udaje się w końcu udowodnić równoważność obydwu opisów.
- Odkrycie ugięcia elektronów na kryształach (doświadczenia Davissona, Germera oraz Thomsona z 1927 roku) wykazały falowy charakter elektronów, które do tej pory traktowano jako korpuskuły.
- W 1927 r. Werner Heisenberg sformułował zasadę nieoznaczoności. Bohr sformułował kopenhaską interpretację mechaniki kwantowej, utrzymaną w duchu pozytywizmu.
- W 1927 r. Paul Dirac zunifikował mechanikę kwantową ze szczególną teorią względności. Wprowadził notację stanów bra-ket (stan kwantowy {\displaystyle |\psi \rangle }) mechaniki kwantowej.
- W 1932 r. John von Neumann sformułował w sposób matematycznie rygorystyczny mechanikę kwantową. Teoria w ujęciu von Neumanna posługuje się ścisłym i abstrakcyjnym językiem przestrzeni Hilberta (np. przestrzeni funkcyjnych tego typu), operatorów i algebry abstrakcyjnej. Interpretacja teorii kwantów Neumanna wymaga włączenia do jej schematu pojęciowego świadomego obserwatora.
- Poczynając od 1927 r. większe wysiłki poczyniono, by stosować mechanikę kwantową raczej do pól fizycznych niż do pojedynczych cząstek. Wczesne prace autorów takich jak Paul Dirac, Wolfgang Pauli, Victor Weisskopf i Pascual Jordan doprowadziły do sformułowania elektrodynamiki kwantowej przez Feynmana, Dysona, Schwingera i Tomonagę w latach 40. XX w.

## Mechanika klasyczna a mechanika kwantowa
Ogólną wskazówką, którą się kiedyś posługiwano, aby rozsądzić, czy należy użyć mechaniki kwantowej, by uniknąć znaczących błędów w opisie zjawisk, jest porównanie długości fali de Broglie’a z wielkością analizowanego układu fizycznego. Jeśli są to wielkości zbliżone do siebie, zastosowanie mechaniki klasycznej da najpewniej nieprawidłowe wyniki. Obecnie, z racji postępu doświadczalnego, znane jest wiele zjawisk kwantowych, dla których ta prosta reguła nie obowiązuje.
Zasady mechaniki kwantowej określają sposób patrzenia na wszelkie zjawiska fizyczne i chemiczne, także te, których opis prowadzi się przy użyciu mechaniki klasycznej: stara się wówczas wykazać, że jest to klasyczna granica opisu kwantowego (zasada korespondencji). Stanowi ona podstawę badawczą takich działów nauki jak: fizyka materii skondensowanej, chemia kwantowa, fizyka jądrowa, fizyka cząstek elementarnych czy astrofizyka.

## Sformułowanie matematyczne
Matematycznie ścisłe sformułowanie mechaniki kwantowej pochodzi od Paula Diraca i Johna von Neumanna. W tym sformułowaniu stan układu kwantowego (stan czysty) reprezentowany jest przez wektor jednostkowy (nazywany wektorem stanu) w zespolonej przestrzeni Hilberta (nazywanej często przestrzenią stanów układu fizycznego).
Każda wielkość fizyczna (obserwabla) reprezentowana jest przez hermitowski (czyli samosprzężony) operator liniowy działający w przestrzeni stanów (przestrzeni Hilberta). Zbiór wartości własnych tego operatora, nazywany widmem punktowym operatora, interpretuje się jako zbiór możliwych wartości obserwowalnych (pomiarowych). Dla hermitowskich operatorów wartości w widmie są liczbami rzeczywistymi, co stanowi motywacje ich wprowadzenia w takiej, a nie innej roli. Stany własne tego operatora do tych wartości własnych interpretuje się jako możliwe stany, w których znajdzie się układ po dokonaniu pomiaru.
Alternatywnym sformułowaniem jest feynmanowskie funkcjonalne całkowanie po trajektoriach. Jest to odpowiednik zasady najmniejszego działania w mechanice klasycznej.

## Zjawiska opisywane przez mechanikę kwantową
Obok zjawisk będących inspiracją do budowy mechaniki kwantowej jej wielki sukces wiąże się z prawidłowym opisem następujących zjawisk:
- dyfrakcja i interferencja światła i strumieni cząstek (podstawa optyki kwantowej, elektrodynamiki kwantowej);
- szczegóły atomowej budowy materii, zwłaszcza struktury elektronowej pierwiastków (podstawa chemii kwantowej, fizyki ciała stałego);
- zjawiska rozpraszania i zderzeń w skali atomowej i subatomowej (podstawa fizyki jądrowej, fizyki cząstek elementarnych, kwantowej teorii pola, elektrodynamiki kwantowej, chromodynamiki kwantowej, standardowego modelu oddziaływań fundamentalnych);
- mikroskopowego opisu zjawisk transportu (przewodnictwo prądu w metalach i półprzewodnikach);
- zjawisk kolektywnych w skali makroskopowej (nadciekłość, nadprzewodnictwo, kondensacja Bosego–Einsteina, magnetyzm).

## Konsekwencje filozoficzne
Mechanika kwantowa wywarła wpływ na filozofię. Interpretacja kopenhaska związana z Nielsem Bohrem głosi, że probabilistyczna natura mechaniki kwantowej nie może być wyjaśniona w ramach innej, deterministycznej teorii, ale jest odbiciem probabilistycznej natury samego Wszechświata.
Albert Einstein, będący jednym z twórców mechaniki kwantowej, był przeciwny interpretacji kopenhaskiej – uważał, że powinna istnieć ukryta deterministyczna teoria u podstaw mechaniki kwantowej, którą w obecnej postaci uważał za teorię niedokończoną. Popierał teorie zmiennych ukrytych. W celu wykazania sprzeczności między mechaniką kwantową a szczególną teorią względności zaproponował paradoks EPR.
Teoria de Broglie’a-Bohma, sformułowana przez Davida Bohma w 1952 roku, jest deterministyczną interpretacją mechaniki kwantowej – ale jest sformułowana na sposób niezgodny ze szczególną teorią względności Einsteina.
W latach 60. John Stewart Bell opublikował dalsze prace na temat lokalności i realizmu w mechanice kwantowej, odwołując się do paradoksu EPR.
Mechanika kwantowa doczekała się alternatywnych interpretacji, jak np. hipoteza Wieloświata zaproponowana przez Everetta.
Obecnie stosuje się teorię opisującą dekoherencję środowiskową niezdeterminowanej superpozycji do stanów mieszanych determinujących zachowania zgodnie z mechaniką klasyczną. Jest ona poparta eksperymentalnie i pozwala ominąć paradoks kota Schrödingera.

## Literatura
- Richard Phillips Feynman, Robert B. Leighton, Matthew Sands: Feynmana wykłady z fizyki. T. 3. Warszawa: Wydawnictwo Naukowe PWN, 2004.
- Michał Gryziński: Sprawa Atomu. Warszawa: Homo sapiens, 2001. Brak numerów stron w książce
- Ramamurti Shankar: Mechanika kwantowa. Warszawa: Wydawnictwo Naukowe PWN, 2007. Brak numerów stron w książce
- Lambert M. Surhone, Miriam T. Timpledon, Susan F. Marseken: Trojan Wave Packet. Betascript Publishing, 2010. Brak numerów stron w książce